# ويزلي كارول
ويزلي كارول (بالإنجليزية: Wesley Carroll)‏ هو لاعب كرة قدم أمريكية أمريكي، ولد في 18 سبتمبر 1988.